# Gidamis Shahanga
Gidamis Shahanga (Katesh, 4 september 1957) is een voormalige langeafstandsloper uit Tanzania, die was gespecialiseerd in de 10.000 m en de marathon.

## Loopbaan
Zijn beste prestatie leverde Shahanga in 1978 met zijn overwinning in de marathon op de Gemenebestspelen in Edmonton.
Shahanga deed tweemaal mee aan de marathon op de Olympische Spelen. Op de Spelen van Moskou in 1980 werd hij vijftiende in 2:16.47 en op die van Los Angeles in 1984 werd hij 22e in 2:16.27.
Gidamis Shahanga won op 14 april 1984 de marathon van Rotterdam in een tijd van 2:11.12. Zijn persoonlijk record op de marathon behaalde hij in 1990, toen hij tweede werd op de marathon van Berlijn in 2:08.32. In datzelfde jaar won hij de marathon van Wenen in 2:09.28.
Zijn broer Alfredo Shahanga liep ook marathons.

## Titels
- Gemenebestkampioen 10.000 m - 1982
- Gemenebestspelen marathon - 1978
- Oost- en Centraal-Afrikaans kampioen 10.000 m - 1988
- Tanzaniaans kampioen 5000 m - 1988
- NCAA-kampioen 5000 m - 1983
- NCAA-kampioen 10.000 m - 1983

## Persoonlijke records
| Onderdeel | Prestatie | Datum             | Plaats  |
| --------- | --------- | ----------------- | ------- |
| 10.000 m  | 27.38,1   | 24 april 1982     | Walnut  |
| marathon  | 2:08.32   | 30 september 1990 | Berlijn |

## Palmares

### 3000 m
- 1983:  Golden Gala in Rome - 7.48,26

### 5000 m
- 1983:  7-11 Invitational in Dallas - 13.37,6
- 1983:  NCAA-kamp. in Houston - 13.54,13
- 1988:  Tanzaniaanse kamp. in Morogoro - 13.43,3

### 10.000 m
- 1981:  Mt SAC Relays in Walnut - 28.12,6
- 1981: 5e NCAA-kamp. in Baton Rouge - 29.09,9
- 1982:  Mt Sac Relays in Walnut - 27.38,1
- 1982:  El Paso - 29.27,48
- 1982:  NCAA-kamp. in Provo - 29.05,34
- 1982:  Gemenebestspelen - 28.10,15
- 1983:  Mt Sac Relays in Walnut - 27.56,2
- 1983:  NCAA-kamp. in Houston - 29.10,28
- 1983: 5e WK - 28.01,93 (series: 27.46,93)
- 1983:  Memorial Van Damme - 27.55,67
- 1984: 8e NCAA-kamp. in Eugene - 28.54,16
- 1984:  Firenze Meeting in Florence - 28.03,24
- 1984: 6e in serie OS - 28.42,92
- 1988:  Oost- en Centraal-Afrikaanse kamp. - 29.17,3

### 5 km
- 1987:  Carlsbad - 13.37

### 10 km
- 1982:  Crescent City Classic in New Orleans - 28.03
- 1983:  Crescent City Classic in New Orleans - 28.21
- 1984: 5e Crescent City Classic in New Orleans - 27.55
- 1984:  Bolder Boulder - 29.15
- 1985: 4e Asbury Park Classic - 28.48
- 1985:  Penofin in Ukiah - 28.29
- 1986: 4e Crescent City Classic in New Orleans - 28.30
- 1986: 4e Asbury Park Classic - 28.59
- 1987:  Bob Hasan Bali - 28.49
- 1987: 5e Crescent City Classic in New Orleans - 28.06
- 1987:  Peachtree Road Race in Atlanta - 28.38
- 1990:  Tom Sullivan St Patrick's Day in Torrance - 28.41
- 1990:  Azalea Trail Run in Mobile - 28.30
- 1990:  Crescent City Classic in New Orleans - 28.37

### 15 km
- 1983:  Run Against Crime in El Paso - 44.13
- 1984:  River Run in Jacksonville - 42.55
- 1986: 5e Cascade Run Off in Portland - 43.41
- 1987:  Tulsa Run - 44.33
- 1988:  Gold Coast in Sanctuary Cove - 44.33

### 10 Eng. mijl
- 1983:  Grand Prix von Bern - 46.37
- 1983: 4e Virginia - 47.50
- 1985: 4e Trevira Twosome - 48.16

### 20 km
- 1984:  New Haven Road Race - 59.48

### halve marathon
- 1984:  halve marathon van Coamo - 1:05.13
- 1986:  halve marathon van Coamo - 1:04.57
- 1990:  Greifenseelauf - 58.49 (parcours te kort, nml. 19,5 km)
- 1990:  halve marathon van Stockholm - 1:02.42
- 1993: 4e halve marathon van Kansas City - 1:06.41

### 25 km
- 1993: 25 km van Berlijn - 1:15.43

### marathon
- 1978: 7e marathon van Algiers - 2:32.50
- 1978:  Gemenebestspelen - 2:15.39,8
- 1979: 27e marathon van Moskou - 2:18.50
- 1979:  Afrikaanse kamp. in Dakar - 2:36.46
- 1980: 15e OS - 2:16.47
- 1982: 6e Gemenebestspelen - 2:14.25
- 1983: 6e New York City Marathon - 2:11.05
- 1984:  marathon van Los Angeles - 2:10.19
- 1984:  marathon van Rotterdam - 2:11.12
- 1984: 22e OS - 2:16.27
- 1984:  marathon van Toronto - 2:14.43
- 1985: 5e marathon van San Francisco - 2:20.19
- 1985: 7e marathon van Peking - 2:15.41
- 1985: 26e New York City Marathon - 2:21.26
- 1986:  marathon van Los Angeles - 2:13.27
- 1986:  marathon van Hamburg - 2:14.07
- 1988: 21e Boston Marathon - 2:17.33
- 1986: 4e marathon van Peking - 2:09.39
- 1986:  marathon van San Francisco - 2:15.16
- 1986: 58e marathon van Rio de Janeiro - 2:40.05
- 1986:  marathon van Honolulu - 2:15.57
- 1987:  marathon van Honolulu - 2:19.36
- 1988: 21e Boston Marathon - 2:17.33
- 1988: 4e New York City Marathon - 2:13.50
- 1988:  marathon van Honolulu - 2:16.47
- 1989: 4e marathon van Los Angeles - 2:15.32
- 1989:  marathon van Honolulu - 2:14.05
- 1990:  marathon van Berlijn - 2:08.32
- 1990: 13e marathon van Los Angeles - 2:19.35
- 1990:  marathon van Wenen - 2:09.28
- 1990:  marathon van Berlijn - 2:08.32
- 1992: 35e marathon van Parijs - 2:19.27
- 1993:  marathon van München - 2:14.28
- 1993: 9e marathon van Berlijn - 2:14.54
- 1994:  marathon van München - 2:17.27
- 1994:  marathon van Hannover - 2:15.1

### veldlopen
- 1981: 8e NCAA-kamp. in Wichita - 29.33
- 1982: 10e NCAA-kamp. in Bloomington - 30.32
- 1983: 8e NCAA-kamp. in Bethlehem - 30.12